# Юрковка (Дагестан)
Юрковка — село в Тарумовском районе Дагестана. Административный центр сельского поселения сельсовет «Юрковский».

## География
Расположено на берегу реки Таловка, в 22 км к северо-востоку от районного центра — села Тарумовка.

## История
Село основано в 1885 году беглыми русскими крестьянами из центральных губерний империи. Занимавшимися здесь землепашеством и рыбной ловлей.

## Население
| 1914 | 1926  | 1970  | 1989  | 2002  | 2010  | 2021  |
| ---- | ----- | ----- | ----- | ----- | ----- | ----- |
| 2110 | ↘1208 | ↗1925 | ↘1169 | ↗1465 | ↗1527 | ↗1742 |

Национальный состав
По данным Всесоюзной переписи населения 1926 года:
| № | Национальность | Численность, чел. | Доля  |
| - | -------------- | ----------------- | ----- |
| 1 | русские        | 1208              | 100 % |

По результатам Всероссийской переписи населения 2010 года:
| № | Национальность | Численность, чел. | Доля   |
| - | -------------- | ----------------- | ------ |
| 1 | аварцы         | 1 043             | 68,3 % |
| 2 | русские        | 230               | 15,1 % |
| 3 | даргинцы       | 159               | 10,4 % |
| 4 | цахуры         | 35                | 2,3 %  |
| 5 | лакцы          | 24                | 1,6 %  |
| 6 | лезгины        | 17                | 1,1 %  |
| 7 | другие         | 19                | 1,2 %  |

## Хозяйство
Широкольский рыбокомбинат.